# Bruno Mathieu
Bruno Mathieu (23 mars 1958) est un organiste d'origine française. Il a étudié l'orgue auprès de Jean Langlais, Suzanne Chaisemartin, Jean Guillou, Marie-Claire Alain, l'écriture avec Pierre Lantier, et le piano avec France Clidat et Gisèle Kühn. Il est organiste titulaire à l'église Saint-Justin de Levallois-Perret. 
À ce jour, il a donné plus de six cents récitals au Canada et dans toute l'Europe. Il intervient plus particulièrement à Paris aux grandes orgues de la cathédrale Notre-Dame de Paris et des églises Saint-Sulpice, Saint-Germain-des-Prés, de la Madeleine… Bruno Mathieu enseigne l'orgue au Conservatoire de Paris 20e.
Bruno Mathieu a enregistré sous étiquette Festivo, Adda, Naxos, Numérisson. Parmi ses compositions, on retrouve notamment un Te Deum créé à Notre-Dame de Paris le 31 décembre 2000, une Fantaisie pour orgue, une Petite suite sotte pour piano.

## Œuvre
- Fantaisie pour orgue (Delatour France)
- Te Deum pour orgue (Delatour France)
- Petite suite sotte pour piano (Delatour France)
- Volute trinitaire pour orgue (Delatour France)
- Sourires pour orgue.

## Discographie
- Louis Vierne : Symphonies pour orgue nos 3 et 6 (Naxos)
- Jean Langlais : Suite médiévale (Naxos)
- Marcel Dupré : Symphonies
- Olivier Messiaen : La Nativité / Bruno Mathieu : Te Deum (Delatour France numérisson)
- Johann-Sebastian Bach : 6 Sonates en trio, BWV 525-530 (Delatour France numérisson)
- Louis Vierne : 2e Symphonie - Marcel Dupré : 3 préludes et fugues op.7 (Delatour France numérisson)